# Sangue di drago (romanzo)

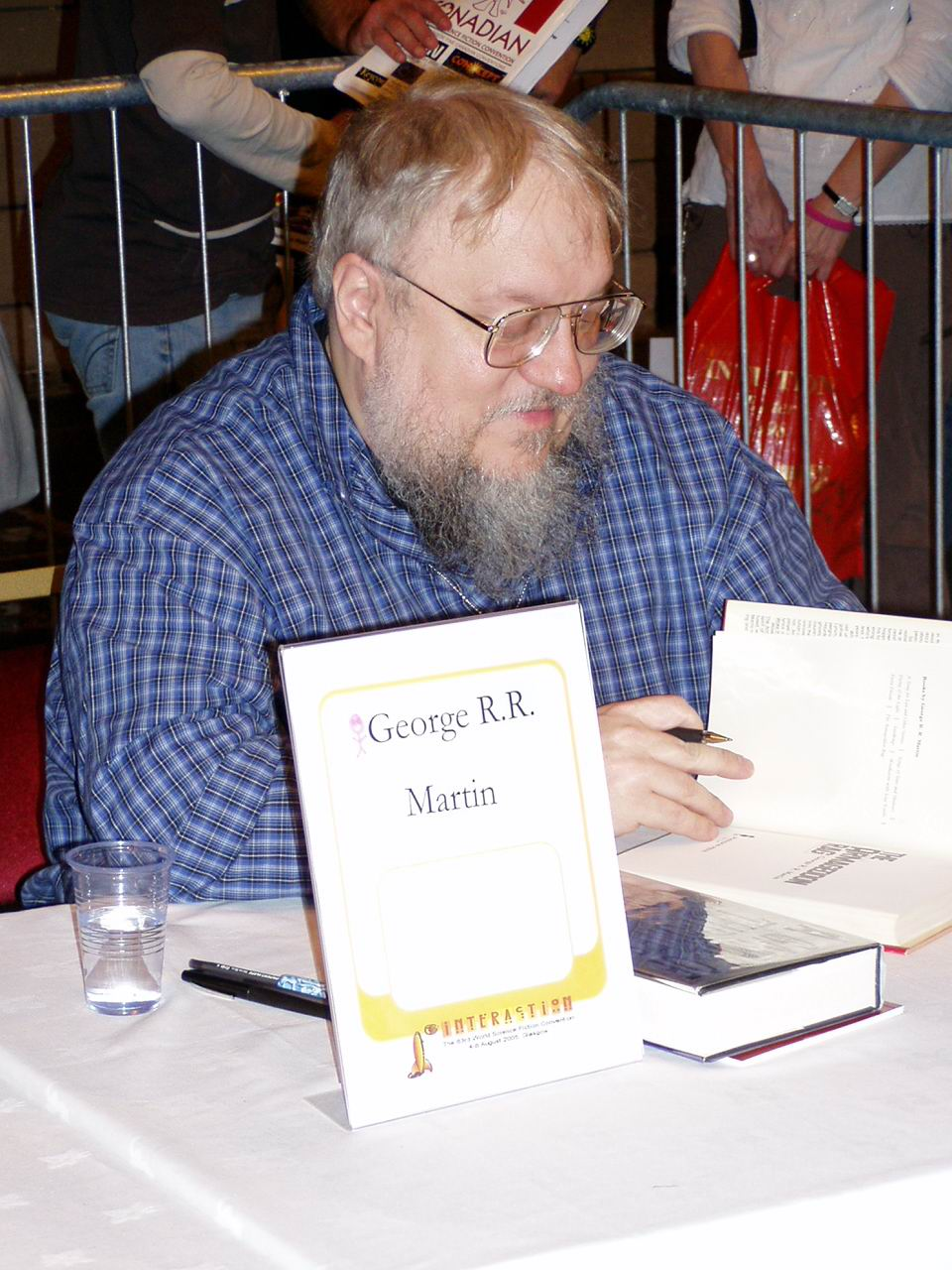
L'autore George R. R. Martin

Sangue di drago (Blood of the Dragon) è un romanzo breve fantasy scritto da George R. R. Martin, pubblicato per la prima volta nel numero di luglio del 1997 della rivista Asimov's Science Fiction.
Narra le vicende riguardanti Daenerys Targaryen negli anni 298-299 CA circa, cioè il periodo in cui infuria la guerra dei cinque re (298-300 CA).
Il romanzo racconta gli stessi eventi che si possono leggere nel primo libro delle Cronache del ghiaccio e del fuoco e in effetti, non è altro che una raccolta organica di tutti i capitoli dedicati a Daenerys presenti ne Il gioco del trono, a cui non aggiunge o toglie niente. Si conclude proprio con l'ultimo capitolo del libro, il settantaduesimo, in cui Daenerys esce intatta dalla pira del marito e prende il controllo di quello che è rimasto del suo Khalasar.
Sangue di drago ha vinto il Premio Hugo per il miglior romanzo breve nel 1997.